# Universitatea Bioterra din București
Universitatea Bioterra este o instituție particulară de învățământ superior din București, înființată în 1 octombrie 1990.

## Facultăți
Universitatea are cursuri în limba engleză și un centru universitar în Buzău.
- Facultatea de Management Agroturistic
  - Licență în inginerie și management în agricultură și dezvoltare rurală
  - Masterat în management performant în alimentație publică, agroturism și protecția consumatorului
- Facultatea de Drept
  - Licență în drept
  - Master în investigarea actelor de terorism și securitate publică
- Facultatea de Control și Expertiza Produselor Alimentare
  - Licență în ingineria produselor alimentare
  - Masterat în inspecție, expertiză și legislație în siguranța alimentelor, protecția mediului și protecția consumatorului

- Facultatea de Asistență Medicală Generală
  - Licență în sănătate
- Facultatea de Informatică
  - Licență în informatică